# Nymphalis nigroflava
Nymphalis nigroflava är en fjärilsart som beskrevs av Ceslau Maria de Biezanko 1924. Nymphalis nigroflava ingår i släktet Nymphalis och familjen praktfjärilar. Inga underarter finns listade i Catalogue of Life.